# 胡同文
胡同文（1533年—？），字子尚，號松麓，遼東瀋陽衛人，浙江嚴州府壽昌縣軍籍，明朝政治人物。

## 生平
浙江鄉試第四十三名舉人。嘉靖四十四年（1565年）中式乙丑科二甲第二十四名進士。兵部观政，本年八月授刑部主事，隆慶二年（1568年）九月升员外，三年三月升郎中，四年升瑞州府知府，万历三年（1575年）六月升广东副使，丁忧。七年九月復除江西湖西道副使，十年十二月以萎薾缉贼不前调簡，十三年十二月補山东副使，十五年五月升江西左参政，十一月患病致仕。

## 家族
曾祖胡仕弘；祖父胡杞，府經歷；父胡遷，廪生封刑部员外郎；母洪氏，累封宜人。弟同道、同陞、同寅。